# 迈赫维特省
邁赫維特省（阿拉伯语：‎）是也門西部內陸的一個省。面積2,452平方公里，2004年人口494,557人。
首府邁赫維特。下分九區。
1. ↑  . Central Statistical Organisation.   [24 February 2013]. （原始内容存档于9 October 2012）.